# Vulturia
Vulturia (łac. Diocesis Vulturiensis) – stolica historycznej diecezji we Cesarstwie rzymskim w prowincji Mauretania Cezarensis, zlikwidowana w VII w. podczas ekspansji islamskiej, współcześnie w północnej Algierii. Obecnie katolickie biskupstwo tytularne. 

## Biskupi tytularni
| Lp. | Biskup                              | Funkcja                                        | Od               | Do               |
| --- | ----------------------------------- | ---------------------------------------------- | ---------------- | ---------------- |
| 1   | François-Xavier Lacoursière         | wikariusz apostolski Ruwenzori (Uganda)        | 28 maja 1934     | 25 marca 1953    |
| 2   | Louis-Jean-Baptiste-Joseph Julliard | wikariusz apostolski Nowych Hybrydów (Vanuatu) | 1 stycznia 1955  | 21 czerwca 1966  |
| 3   | Francesco Imberti                   | emerytowany arcybiskup Vercelli (Włochy)       | 5 września 1966  | 27 stycznia 1967 |
| 4   | Luigi Bongianino                    | administrator apostolski Alby (Włochy)         | 2 lutego 1968    | 15 stycznia 1970 |
| 5   | Marco Cé                            | biskup pomocniczy Bolonii (Włochy)             | 22 kwietnia 1970 | 7 grudnia 1978   |
| 6   | Paolo Romeo                         | nuncjusz apostolski                            | 17 grudnia 1983  | 19 grudnia 2006  |
| 7   | Rodrigo Mejía Saldarriaga           | wikariusz apostolski Soddo (Etiopia)           | 5 stycznia 2007  |                  |